# تعليم العلوم الاجتماعية
تعليم العلوم الاجتماعية يمكن أن يشتمل على مجموعة متنوعة من الموضوعات، مثل التاريخ أو الإدارة أو الاقتصاد أو علم النفس أو علم الاجتماع. وأول ثلاثة علوم هي الأكثر شهرة. وبعض مجالات العلوم الاجتماعية تتداخل مع علوم المستهلكين.